# Kim Nhan
Kim Nhan là thị trấn huyện lỵ của huyện Anh Sơn, tỉnh Nghệ An, Việt Nam.

## Địa lý
Thị trấn Kim Nhan nằm ở trung tâm huyện Anh Sơn, nằm trên quốc lộ 7 bên hữu ngạn sông Lam, cách thành phố Vinh khoảng 70 km, và cách điểm giao giữa đường Hồ Chí Minh và quốc lộ 7 chỉ chừng 5 km, có vị trí địa lý:
- Phía đông giáp xã Phúc Sơn
- Phía tây giáp xã Hội Sơn
- Phía nam giáp xã Hội Sơn và Phúc Sơn.

Theo thống kê năm 2019, thị trấn có diện tích 2,48 km², dân số là 5.401 người, mật độ dân số đạt 2.178 người/km².
Thị trấn Anh Sơn có diện tích 2,86 km², dân số năm 2016 là 5.450 người, mật độ dân số đạt 1.905 người/km².

## Hành chính
Thị trấn Kim Nhan được chia thành 10 khối.

## Lịch sử
Thị trấn Anh Sơn được thành lập tại Quyết định số 22/QĐ-HĐBT ngày 01/3/1988 của Hội đồng bộ trưởng.
Ngày 1 tháng 12 năm 2024, Thành lập thị trấn Kim Nhan trên cơ sở nhập toàn bộ diện tích tự nhiên là 5,30 km2, quy mô dân số là 3.660 người của xã Thạch Sơn và toàn bộ diện tích tự nhiên là 2,62 km2, quy mô dân số là 6.248 người của thị trấn Anh Sơn. Sau khi thành lập, thị trấn Kim Nhan có diện tích tự nhiên là 7,92 km2 và quy mô dân số là 9.908 người.
Thị trấn Kim Nhan giáp các xã Đức Sơn, Hội Sơn, Phúc Sơn và Vĩnh Sơn; 